# Metoa punctata
Metoa punctata là một loài tò vò trong họ Ichneumonidae.